# Melaniacris
Melaniacris is een geslacht van rechtvleugeligen uit de familie veldsprinkhanen (Acrididae). De wetenschappelijke naam van dit geslacht is voor het eerst geldig gepubliceerd in 2011 door Zheng, Zhao & Dong.

## Soorten
Het geslacht Melaniacris  is monotypisch en omvat slechts de volgende soort:
- Melaniacris nigrimarginis (Zheng, Zhao & Dong, 2011)